# بیابان سچورا

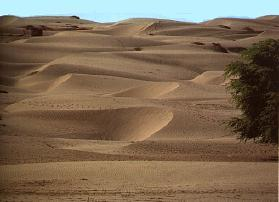
بیابان سچورا

بیابان سچورا (Sechura) در جنوب منطقه پیورای پرو از یک سو در امتداد اقیانوس آرام و از سوی دیگر تا کوهپایه‌های رشته کوه آند کشیده شده است. این منطقه با وجود خشکی زیادی که دارد با این حال در سال‌های ال نینو دچار سیلاب می‌شود. در ۱۷۲۸ شهر سچورا در اثر آبتاز نابود شد و بعدها در مکان فعلی اش بازسازی شد. در ۱۹۸۸ سیلاب رودخانه‌های موقت باعث ایجاد یک دریاچهٔ موقت به طول ۱۴۵ کیلومتر، پهنای ۳۰ کیلومتر و عمق ۳ متر شد.
مساحت کل بیابان سچورا، ۱۸۸٬۷۳۵ کیلومتر مربع است.

## آب و هوا
به دلیل نزدیکی این بیابان به اقیانوس آرام، بازهٔ تغییرات دمایی آن خیلی گسترده نیست. در تابستان (ماه دسامبر تا مارس) بیابان گرم و آفتابی است و دمایی بالاتر از ۳۵ درجهٔ سانتیگراد دارد. متوسط دمایی آن ۲۴ درجه است. در زمستان (ژوئن تا سپتامبر) هوا سرد و ابری است و دما از ۱۶ درجه در شب تا ۳۰ درجه در روز تغییر می‌کند.